# Isanthrene mathani
Isanthrene mathani är en fjärilsart som beskrevs av Rothschild 1910. Isanthrene mathani ingår i släktet Isanthrene och familjen björnspinnare. Inga underarter finns listade i Catalogue of Life.